# Baku Tower
Baku Tower  (рус.  Башня Баку [Баку Тауэр]) — высотное здание, в Баку, Азербайджан. Имеет 52 этажа.
Строительство началось в 2014 году. Активное строительство началось в конце 2015. Завершить стройку планировалось в октябре 2018. На момент 13 января 2023 года строительство продолжается.
Располагается на проспекте Гейдара Алиева. На 400 метров восточнее находится другая высотка SOCAR Tower. На противоположной стороне проспекта находится Национальный оздоровительный центр и стадион «Шафа». Небоскрёб располагается на 350 метров южнее станции метро «Улдуз».